# Чигринський Дмитро Анатолійович
Дмитро Анатолійович Чигри́нський (нар. 7 листопада 1986, Ізяслав, Хмельницька область, Українська РСР, СРСР) — український футболіст, захисник донецького «Шахтаря». Віцечемпіон молодіжного чемпіонату Європи 2006 року. Грав за збірну України.

## Біографія

### Початок кар'єри
З 1999 до 2003 рік навчався в Училищі фізичної культури (Львів). Зіграв кілька ігор за «Карпати-3» у Другій лізі. Потім Чигринського помітили тренери «Шахтаря» і оборонець переїхав до Донецька. 3 вересня 2004 року вперше зіграв у футболці молодіжної збірної України (у виїзній грі проти данців).

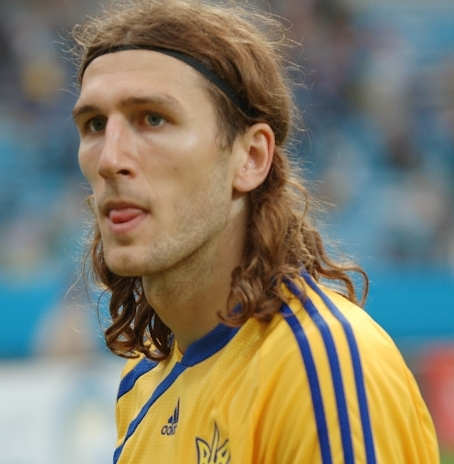
У складі збірної України

### «Шахтар»
Починаючи з сезону 2005/06 (виходив у 17 іграх з 30) наставник «гірників» Мірча Луческу дедалі частіше ставив Дмитра в основу на місце в центрі оборони. Завдяки високому зросту Чигринський впевнено грав головою і постійно брав участь у стандартах біля чужих воріт. Володів потужним ударом здалеку.

### «Барселона»
Після перемоги в Кубку УЄФА 2009 захисником зацікавилась іспанська «Барселона» — президент клубу Жуан Лапорта особисто прилетів до Донецька вести переговори, але «Шахтар» відхилив пропозицію у 15 млн євро. Згодом каталонський клуб підняв ціну до 25 млн євро і після Суперкубка УЄФА, який відбувся 28 серпня 2009 року, захисник став повноцінним гравцем «Барселони». Там він зіграв 12 матчів.

### Повернення в Донецьк
6 червня 2010 року за 15 млн євро повернувся до «Шахтаря». Там він вже трохи менше став долучатися до основного складу, тому що в донецькому клубі основним захисником став Ярослав Ракицький. Після повернення Чигринський протягом майже 5 років зіграв за «Шахтар» 37 матчів та відзначився 4 голами.

### «Дніпро»
2 лютого 2015 року на правах вільного агента підписав контракт з «Дніпром». Влітку 2015 року подовжив контракт до кінця 2015 року. Поступово вливався до складу дніпрян. Дебютний матч зіграв у 16 турі чемпіонату проти «Карпат». Дебютний гол за «Дніпро» забив у матчі сезону 2015—2016 з «Олександрією».

### «АЕК»
11 червня 2016 року підписав дворічний контракт із грецьким футбольним клубом АЕК (Афіни) з можливістю продовження на один сезон. Дебютував за нову команду 28 липня 2016 р. у поєдинку третього кваліфікаційного раунду Ліги Європи проти французького «Сент-Етьєна» і допоміг відстояти нічию 0:0.
У березні 2016 року продовжив контракт з АЕКом до літа 2020 року з можливістю пролонгації ще на один рік. У сезоні 2017—2018 допоміг команді здобути перший за 24 роки титул чемпіона Греції.
15 червня 2021 року АЕК оголосив, що Дмитро Чигринський залишив клуб.

### «Іонікос»
10 вересня 2021 року став гравцем грецького клубу «Іонікос».

### Третє повернення до «Шахтаря»
4 серпня 2023 року підписав річний контракт з донецьким «Шахтарем».

### Збірні України
У складі молодіжної збірної України став віцечемпіоном Європи 2006. Увійшов до символічної збірної Європи за підсумками цього турніру.
Був у заявці збірної України на ЧС-2006, але так і не зіграв жодної хвилини на турнірі. Дебютував у збірній України 7 лютого 2007 року в товариському матчі проти Ізраїлю (1:1). За збірну України зіграв 29 матчів.

## Особисте життя, нагороди
Дружина — модель та стиліст Надія Шаповал. Одружилися 2015 року.
Товаришує з Богданом Шустом.
За досягнення високих спортивних результатів на чемпіонаті світу 2006 в Німеччині нагороджений орденом «За мужність» III ступеня.

## Статистика виступів

### Клубна
Станом на 13 липня 2022 року
| Клуб              | Сезон             | Чемпіонат | Чемпіонат | Кубок | Кубок | Єврокубки | Єврокубки | Суперкубок | Суперкубок | Всього | Всього |
| Клуб              | Сезон             | Ігри      | Голи      | Ігри  | Голи  | Ігри      | Голи      | Ігри       | Голи       | Ігри   | Голи   |
| ----------------- | ----------------- | --------- | --------- | ----- | ----- | --------- | --------- | ---------- | ---------- | ------ | ------ |
| Шахтар            | 2003-04           | 1         | 0         | -     | -     | -         | -         | -          | -          | 1      | 0      |
| Шахтар            | 2004-05           | -         | -         | 1     | 0     | 1         | 0         | -          | -          | 2      | 0      |
| Всього за Шахтар  | Всього за Шахтар  | 1         | 0         | 1     | 0     | 1         | 0         | -          | -          | 3      | 0      |
| Металург З        | 2005-06           | 15        | 2         | 3     | 0     | -         | -         | -          | -          | 18     | 2      |
| Шахтар            | 2005-06           | 11        | 3         | -     | -     | 2         | 0         | -          | -          | 13     | 3      |
| Шахтар            | 2006-07           | 17        | 0         | 4     | 1     | 8         | 0         | -          | -          | 29     | 1      |
| Шахтар            | 2007-08           | 27        | 3         | 6     | 1     | 8         | 0         | 1          | 0          | 42     | 4      |
| Шахтар            | 2008-09           | 23        | 1         | 3     | 0     | 15        | 0         | 1          | 1          | 42     | 2      |
| Шахтар            | 2009-10           | 4         | 0         | -     | -     | 4         | 0         | -          | -          | 8      | 0      |
| Всього за Шахтар  | Всього за Шахтар  | 82        | 7         | 13    | 2     | 37        | 0         | 2          | 1          | 134    | 10     |
| Барселона         | 2009-10           | 12        | 0         | 2     | 0     | -         | -         | -          | -          | 14     | 0      |
| Шахтар            | 2010-11           | 16        | 2         | -     | -     | 5         | 1         | -          | -          | 21     | 3      |
| Шахтар            | 2011-12           | 6         | 0         | 1     | 0     | 2         | 0         | -          | -          | 9      | 0      |
| Шахтар            | 2012-13           | 11        | 1         | 3     | 0     | 1         | 0         | 0          | 0          | 15     | 1      |
| Шахтар            | 2013-14           | 3         | 1         | 0     | 0     | 0         | 0         | 1          | 0          | 4      | 1      |
| Шахтар            | 2014-15           | 1         | 0         | 2     | 1     | 0         | 0         | 0          | 0          | 3      | 1      |
| Всього за Шахтар  | Всього за Шахтар  | 37        | 4         | 6     | 1     | 8         | 1         | 1          | 0          | 52     | 6      |
| «Дніпро»          | 2014-15           | 2         | 0         | 2     | 0     | 0         | 0         | 0          | 0          | 4      | 0      |
| «Дніпро»          | 2015-16           | 13        | 1         | 4     | 0     | 2         | 0         | 0          | 0          | 19     | 1      |
| Всього за Дніпро  | Всього за Дніпро  | 15        | 1         | 6     | 0     | 2         | 0         | 0          | 0          | 23     | 1      |
| АЕК               | 2016-17           | 16        | 1         | 4     | 0     | 2         | 0         | 0          | 0          | 22     | 1      |
| АЕК               | 2017-18           | 15        | 1         | 6     | 0     | 7         | 0         | 0          | 0          | 28     | 1      |
| АЕК               | 2018-19           | 15        | 0         | 6     | 0     | 5         | 0         | 0          | 0          | 26     | 0      |
| АЕК               | 2019-20           | 21        | 3         | 4     | 0     | 1         | 0         | 0          | 0          | 26     | 3      |
| АЕК               | 2020-21           | 16        | 0         | 3     | 0     | 5         | 0         | 0          | 0          | 24     | 0      |
| Всього за АЕК     | Всього за АЕК     | 83        | 5         | 23    | 0     | 20        | 0         | 0          | 0          | 126    | 5      |
| «Іонікос»         | 2021-22           | 27        | 1         | 0     | 0     | 0         | 0         | 0          | 0          | 27     | 1      |
| Всього за кар'єру | Всього за кар'єру | 272       | 18        | 51    | 2     | 68        | 1         | 2          | 1          | 393    | 23     |

## Титули та досягнення
«Шахтар»
- Чемпіон України: 2006, 2008, 2011, 2012, 2013, 2024
- Володар Кубка України: 2008, 2011, 2012, 2013, 2024
- Володар Суперкубка України: 2008
- Володар Кубка УЄФА: 2008-09

 «Барселона»
- Чемпіон клубного чемпіонату світу з футболу: 2009
- Чемпіон Іспанії: 2010

 АЕК
- Чемпіон Греції: 2018

Молодіжна збірна України
- Віцечемпіон молодіжного чемпіонату Європи 2006, за результатами якого увійшов до символічної збірної турніру

Збірна України
- Чвертьфіналіст чемпіонату світу 2006

## Цікавинки
Восени 2010 року барселонська рок-група «Chygrynskiys» бере свою назву як дань поваги до нього, і тих, хто не отримують визнання.